# Landtagswahlkreis Aalen
Der Landtagswahlkreis Aalen (Wahlkreis 26) ist ein Landtagswahlkreis in Baden-Württemberg. Er umfasst die Gemeinden Aalen, Adelmannsfelden, Bopfingen, Ellenberg, Ellwangen (Jagst), Hüttlingen, Jagstzell, Kirchheim am Ries, Lauchheim, Neresheim, Neuler, Oberkochen, Rainau, Riesbürg, Rosenberg, Stödtlen, Tannhausen, Unterschneidheim, Westhausen und Wört des Ostalbkreises.
Bis zur Landtagswahl 2006 gehörte zusätzlich noch die Gemeinde Essingen zum Wahlkreis, aber seit der Landtagswahl 2011 ist sie dem Wahlkreis Schwäbisch Gmünd zugeordnet. Wahlberechtigt waren bei der letzten Wahl 2021 122.157 Einwohner.

## Wahl 2021
Die Landtagswahl 2021 am 14. März hatte folgendes Ergebnis:
| Direktkandidat      | Partei       | Stimmen in % | Landtagswahl 2016 |
| ------------------- | ------------ | ------------ | ----------------- |
| Winfried Mack       | CDU          | 29,8         | 35,4              |
| Alexander Asbrock   | Grüne        | 25,0         | 25,8              |
| Carola Merk-Rudolph | SPD          | 10,0         | 12,2              |
| Franz Josef Grill   | Freie Wähler | 9,7          | –                 |
| Jan-Hendrik Czada   | AfD          | 9,5          | 14,4              |
| Manuel Reiger       | FDP          | 9,1          | 6,2               |
| Justin Niebius      | Die Linke    | 2,7          | 3,1               |
| Marcel Christof     | Die PARTEI   | 1,2          | –                 |
| Karlheinz Siegmund  | dieBasis     | 0,9          | –                 |
| Frank Josef Gruber  | WiR2020      | 0,6          | –                 |
| Christoph Haberl    | KlimalisteBW | 0,6          | –                 |
| Anne Lobecke        | Volt         | 0,4          | –                 |
| Matthias Wolff      | ödp          | 0,4          | 0,6               |

## Wahl 2016
Die Landtagswahl 2016 hatte folgendes Ergebnis:
| Direktkandidat      | Partei    | Stimmen in % | Landtagswahl 2011 Stimmen in % |
| ------------------- | --------- | ------------ | ------------------------------ |
| Winfried Mack       | CDU       | 35,4         | 46,4                           |
| Bennet Müller       | Grüne     | 25,8         | 18,4                           |
| Carola Merk-Rudolph | SPD       | 12,2         | 22,4                           |
| Christian Müller    | FDP       | 6,2          | 3,4                            |
| Roland Hamm         | Die Linke | 3,1          | 4,5                            |
| Kilian Winkler      | REP       | 0,5          | 1,7                            |
| Marina Djonovic     | NPD       | 0,9          | 0,9                            |
| Friedrich Zahn      | ödp       | 0,6          | 0,8                            |
| Helmut Süßenbach    | ALFA      | 0,9          | –                              |
| Jan-Hendrik Czada   | AfD       | 14,4         | –                              |
| –                   | Sonstige  | –            |                                |

## Wahl 2011
Die Landtagswahl 2011 hatte folgendes Ergebnis:
| Direktkandidat     | Partei    | Stimmen in % | Landtagswahl 2006 Stimmen in % |
| ------------------ | --------- | ------------ | ------------------------------ |
| Winfried Mack      | CDU       | 46,4         | 49,1                           |
| Ursula Haußmann    | SPD       | 22,4         | 24,2                           |
| Berthold Weiß      | Grüne     | 18,4         | 08,5                           |
| Alexander Jäger    | FDP       | 03,4         | 09,0                           |
| Roland Hamm        | Die Linke | 04,5         | WASG: 5,1                      |
| Kilian Winkler     | REP       | 01,7         | 02,4                           |
| Andreas Rohr       | PIRATEN   | 01,6         | –                              |
| Alexander Neidlein | NPD       | 00,9         | 00,8                           |
| Helmut Schmidt     | ödp       | 00,8         | –                              |
| –                  | Sonstige  | –            | 01,0                           |

## Abgeordnete seit 1976
Bei den Landtagswahlen in Baden-Württemberg hat jeder Wähler nur eine Stimme, mit der sowohl der Direktkandidat als auch die Gesamtzahl der Sitze einer Partei im Landtag ermittelt werden. Dabei gibt es keine Landes- oder Bezirkslisten, stattdessen werden zur Herstellung des Verhältnisausgleichs unterlegenen Wahlkreisbewerbern Zweitmandate zugeteilt. Die bis zur Wahl 2006 gültige Regelung sah eine Zuteilung dieser Mandate nach absoluter Stimmenzahl auf Ebene der Regierungsbezirke vor.
Den Wahlkreis Aalen vertraten folgende Abgeordnete im Landtag:
| Partei | Art des Mandats | Gewählte |
| ------ | --------------- | --- |
| CDU    | Erstmandat      | Eugen Volz 1976, 1980, 1984, 1988 Gustav Wabro 1992, 1996 Winfried Mack 2001, 2006, 2011, 2016, 2021                                                                |
| SPD    | Zweitmandat     | Alfred Geisel 1976, 1980, 1984, 1988, 1992 Ulrich Pfeifle 1996, Mandat niedergelegt am 31. Oktober 1997 Ursula Haußmann nachgerückt am 3. November 1997, 2001, 2006 |